# St. Leonhard (Berghofen)

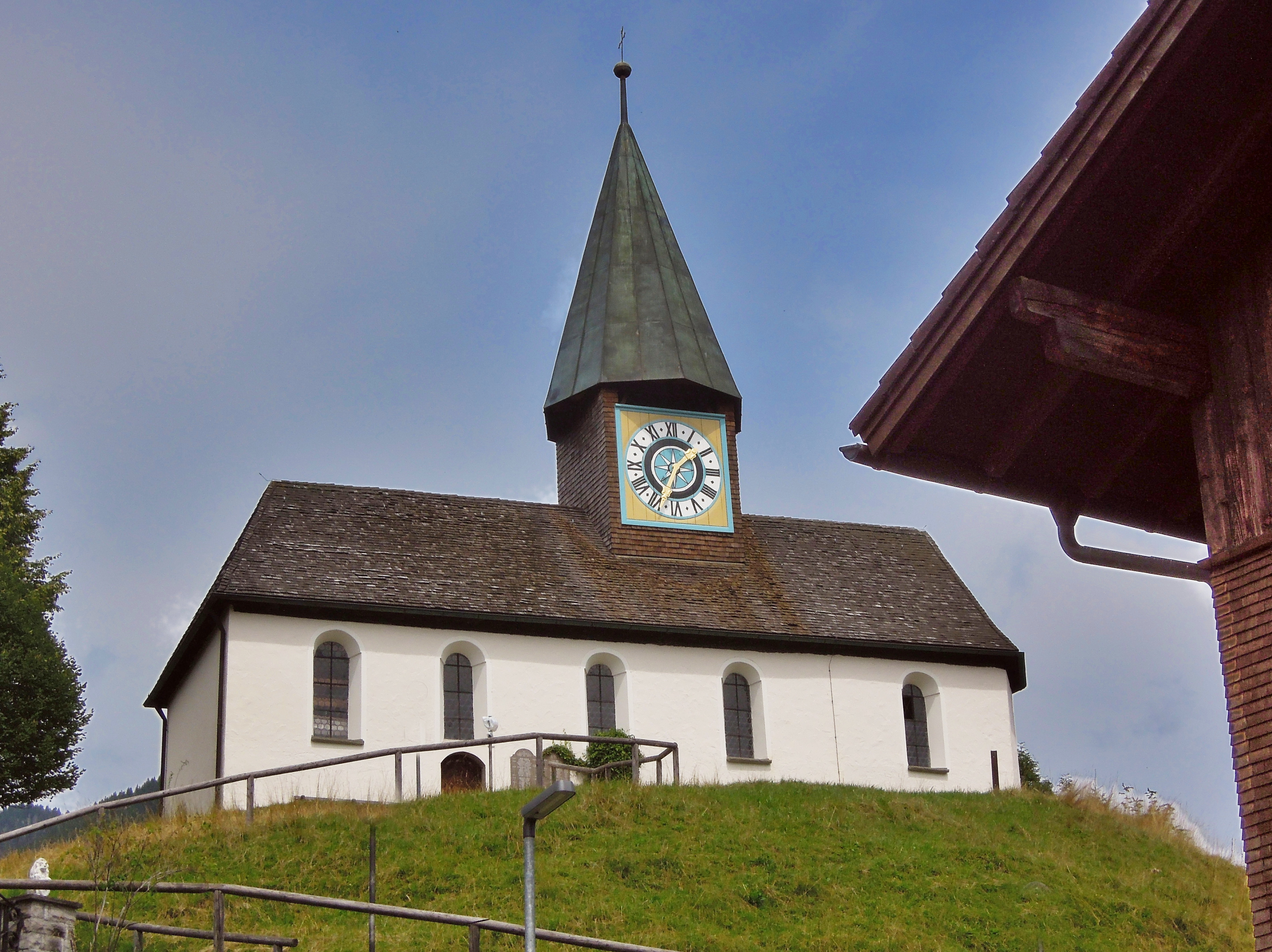
Außenansicht

Die römisch-katholische Filialkirche St. Leonhard ist eine Kapelle und liegt am Nordrand des Sonthofer Stadtteiles Berghofen auf dem „Büchel“, einem niedrigen Moränenhügel am Rand der Allgäuer Alpen. Der schlichte Sakralbau birgt neben Resten gotischer Wandmalereien einen bedeutenden Flügelaltar aus der Werkstatt Hans Strigels des Älteren.
Die Filialkirche gehört zur Katholischen Pfarrgemeinde Maria Heimsuchung in Sonthofen.

## Geschichte

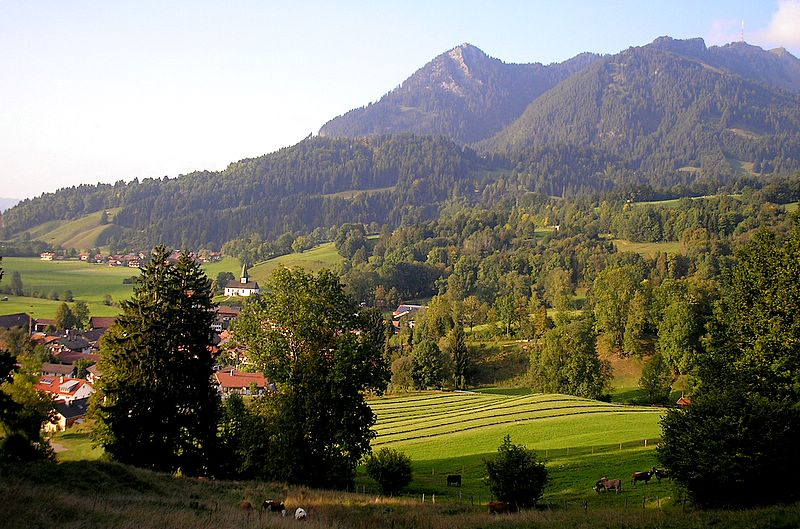
Die Filialkirche und das Grünten-Massiv

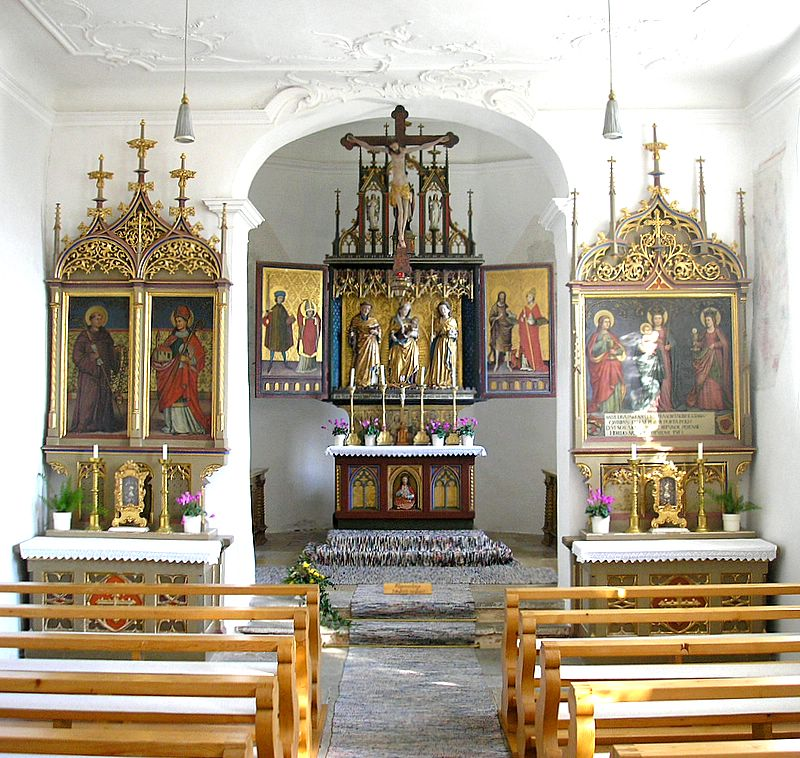
Innenraum nach Osten

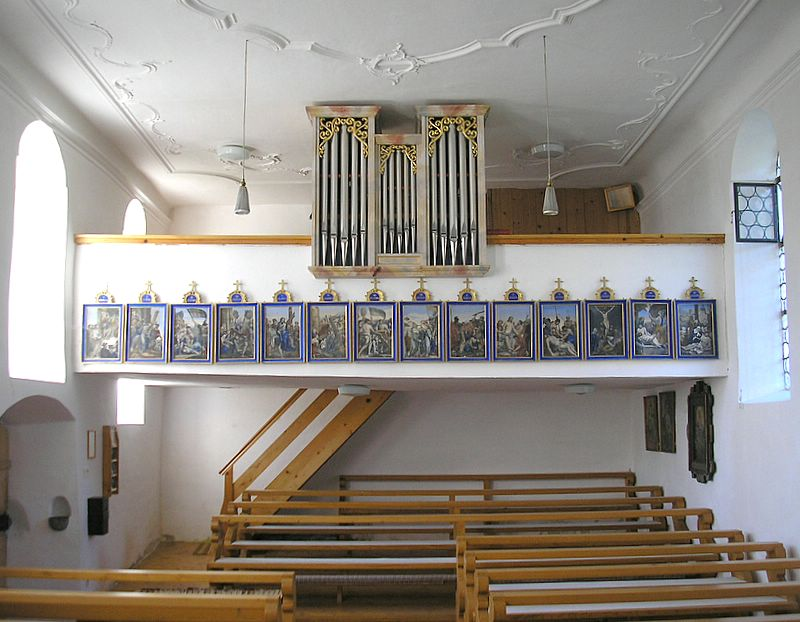
Gegenblick nach Westen

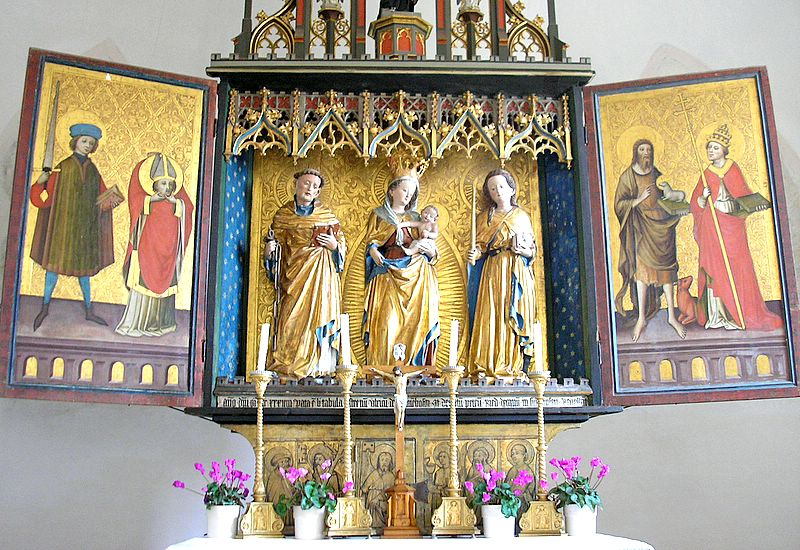
Der „Berghofer Altar“

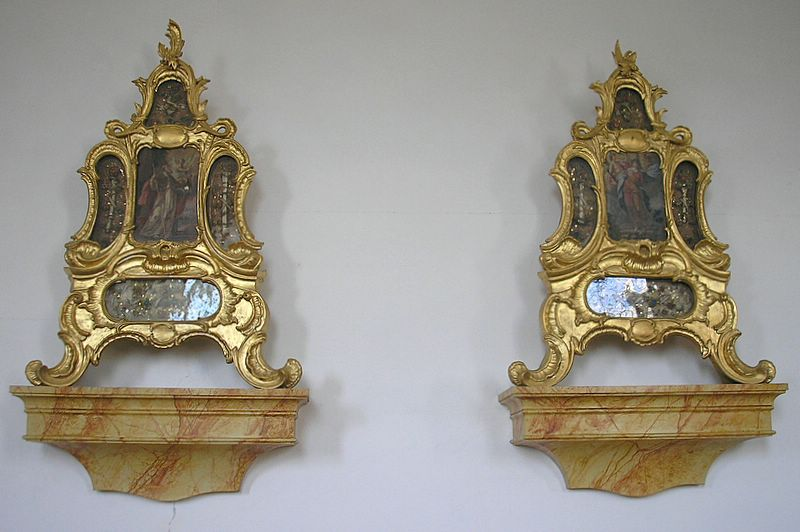
Reliquienpyramiden im Langhaus

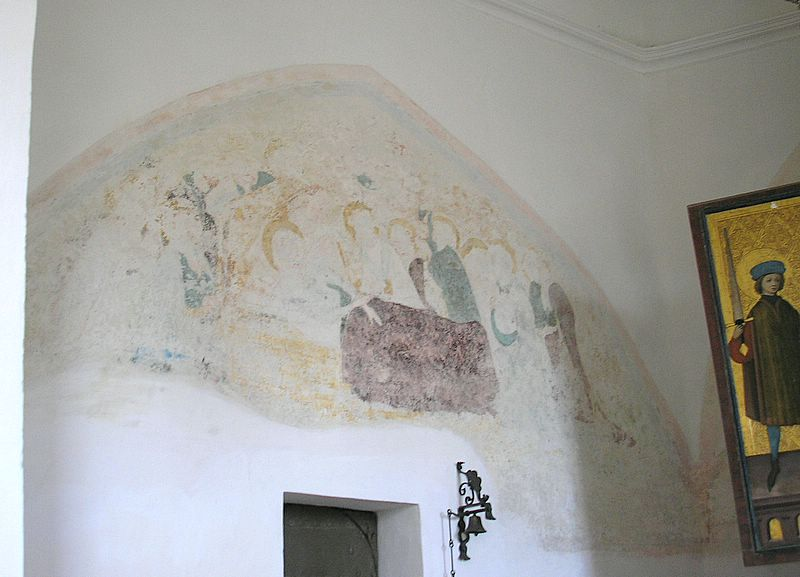
Gotisches Wandbild „Marientod“ im Chor

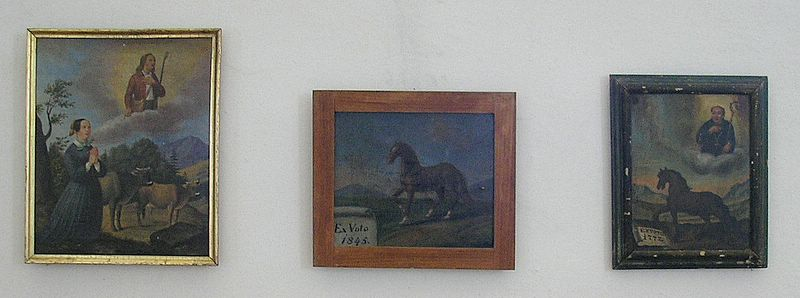
Votivbilder im Langhaus

Das Langhaus der heutigen Kirche stammt wohl noch aus dem frühen 14. Jahrhundert. Um 1438 wurde ein Chorraum angebaut, in dem der erhaltene Flügelaltar aufgestellt wurde. 1482 stattete die Gemeinde Berghofen das kleine Gotteshaus mit einem Benefizium in Form einer Frühmessstiftung aus. Diese Stiftung wurde 1602 mit dem Spitalbenefizium vereinigt.
1607 erstellte man einen Kostenvoranschlag über 55 bis 60 fl. für eine Reparatur der „übel zergangenen“ Kirche. 1760 wurde das Langhaus um etwa drei Meter nach Westen verlängert. Die Deckentäfelung ersetzte man durch einfache Stuckdecken und errichtete einen neuen Chorbogen und eine neue Empore. Die schlichten Stuckarbeiten schuf wohl der Maurermeister Peter Pfaundler, dessen Abrechnung sich erhalten hat („die bayde decken quater = und laub = Arbeit gemacht“).
1880 übermalte der Oberstdorfer Maler Claudius Schraudolph der Ältere die Reste eines älteren gotischen Flügelaltares (wohl um 1500). Die Bildtafeln wurden 1882 in die neugotischen Seitenaltäre (Alois Schraudolph, Sonthofen) integriert.
In der Gegenwart ist der malerische Kirchenbau besonders als Hochzeitskirche beliebt und meist frei zugänglich.

## Beschreibung

### Außenbau
Der einfache Kirchenbau aus verputzten Roll- und Bruchsteinen steht weithin sichtbar auf seinem Moränenhügel, der vielleicht bereits in vorchristlicher Zeit eine kleine Kultstätte trug.
Der Außenbau wird nur durch die meist rundbogigen barocken Fensterdurchbrüche gegliedert. Nur im Chorhaupt hat sich ein gotisches Spitzbogenfenster erhalten.
Der dreiseitig geschlossene Altarraum ist nur minimal eingezogen, also fast in der Breite des Langhauses angelegt. Im Nordosten ist eine rechteckige Sakristei an die Choraußenwand angebaut. Über dem Chorbogen steigt ein ungewöhnlich mächtiger, verschindelter Dachreiter in die Höhe. Das spitze Zeltdach des quadratischen Dachreiters wird von einem Kreuz über einer Kugel bekrönt.

### Innenraum
Der schlichte Innenraum wird von einfachen Rahmenstuckdecken überspannt. Die geschwungenen Rahmenfelder in Langhaus und Chor werden von Rocaillekartuschen umgeben.
Am Chorbogen stehen die beiden neugotischen Seitenaltäre mit den übermalten Tafeln aus dem späten 15. Jahrhundert.
An der einfachen Westempore sind 14 druckgraphische Kreuzwegstationen aus dem 19. Jahrhundert angebracht.

## Ausstattung

### „Berghofer Altar“
Im Altarraum steht ein bedeutender Flügelaltar, der wegen seiner stilistischen Verwandtschaft zum Altar in Zell bei Oberstaufen der Memminger Werkstatt des Hans Strigel d. Ä. zugeschrieben wird.
Der Altar ist eine Stiftung des Ulrich von Heimenhofen (Burg Fluhenstein), der um 1438 Patronatsherr der Pfarrei Sonthofen war, und des Dekans Peter Ried. Ried war seit 1418 Pfarrer der Gemeinde. Eine lateinische Inschrift auf dem Sockel des Altarschreins kündet von den Wohltaten der beiden Stifter. Auf der nördlichen Schmalseite hat sich zudem das Porträt Rieds unter dem Wappenschild der Heimenhofener erhalten.
Die gemalten Flügel sind wahrscheinlich eigenhändige Arbeiten Hans Strigels. Im geschlossenen Zustand erkennt man auf den Außenseiten die hll. Katharina, Maria Magdalena (links), Barbara und Margaretha. Auf den Innenseiten sind auf damasziertem Untergrund links die hll. Cyriakus und Dionysius, rechts die hll. Johannes d. T. und Silvester dargestellt. Die Gemälde zeigen deutliche Übereinstimmungen mit den Altarflügeln in Zell, während die geschnitzten Schreinfiguren in Berghofen sicherlich von einem anderen Meister stammen als die Statuen in Zell. In der Vergangenheit wurden auch die Holzfiguren meist für Werke Strigels gehalten, der allerdings bisher nur als Maler fassbar ist. Der Künstler vergab die Holzarbeiten seiner Altäre an verschiedene spezialisierte Bildhauer im Umkreis der Reichsstädte Memmingen und Ulm. Der „Meister von Berghofen“ wird heute dem Umkreis des Hans Multscher zugerechnet.
Hier in Berghofen steht im Zentrum des Altares eine etwa 1,20 m hohe Muttergottes im Strahlenkranz, die vom hl. Leonhard und der hl. Agatha begleitet wird. Die Statuen stehen vor damasziertem Hintergrund unter einer reich variierten Maßwerkzone.
An der Predella sind die Halbfiguren der zwölf Apostel in schwarzer Zeichnung auf goldenem Grund zu erkennen. Die Bilder sind als sehr frühe Beispiele reiner Zeichnung von besonderem Interesse für die Kunstwissenschaft. Auf der Rückwand des Schreines trägt Christus das Kreuz. Das Gemälde ist relativ schlecht erhalten und stark restaurierungsbedürftig. Bemerkenswert ist der Schuppenrock des linken Kriegsknechtes, der ein Banner in der rechten Hand hält. Die südliche Schmalseite zeigt eine selten dargestellte Szene aus dem Alten Testament: Daniel beweist Susannas Unschuld (Dan 13,44–59 ), das glückliche Ende der Geschichte von Susanna im Bade.

### Seitenaltäre
In den neugotischen Schreinen der beiden Seitenaltäre befinden sich die übermalten Tafeln eines wohl um 1500 entstandenen Flügelaltares. Trotz der starken Übermalung ist die hohe Qualität der Originalbilder noch gut zu erkennen. Im rechten Seitenaltar steht die Muttergottes zwischen den hll. Johannes d. T. und Barbara. Im linken Altar wurden die beiden ehemaligen Altarflügel mit den Darstellungen der hl. Anna Selbdritt und der hl. Elisabeth von Thüringen zusammengefasst.

### Sonstige Ausstattung
An der nördlichen Langhauswand sind zwei Reliquienpyramiden in reichen Rokokoformen (um 1760) aufgestellt. Eine volkstümliche Votivtafel von 1666 zeigt die seltene Darstellung der Maria lactans, der stillenden Maria. An der Südwand hängen einige Votivbilder des 18./19. Jahrhunderts mit Tierdarstellungen.
Das Kruzifix im Chorbogen stammt aus dem 17. Jahrhundert. Drei Ölgemälde zeigen die Stigmatisation des hl. Franz von Assisi (spätes 17. Jahrhundert), eine Kreuzigungsgruppe (17. Jahrhundert) und die hll. Michael und Joseph (frühes 18. Jahrhundert).
Die 1977/78 freigelegten Fragmente gotischer Wandmalereien aus der ersten Hälfte des 15. Jahrhunderts sind nur schlecht zu erkennen. Am besten erhalten ist der „Marientod“ an der nördlichen Chorwand. Wegen der „schmalen Figuren mit (...) feingliedrigen Händen“ schreibt Franz Wolf die Wandmalereien ebenfalls dem Maler des Hochaltars, Hans Strigel dem Älteren, zu.